# 馬見ヶ崎川
馬見ヶ崎川（まみがさきがわ）は、山形県山形市を流れる、最上川水系須川支流の河川である。
下流部の白川（しらかわ）についてもこの項で述べる。

## 地理
山形県山形市南東の奥羽山脈に源を発し北西に向かう。山形市街地東側を流れ、山形市長町・七浦付近で野呂川及び村山高瀬川と合流して白川となり、大字成安付近で須川に合流する。
馬見ヶ崎川は、周囲の地形に大きな影響を与えている。山形市の市街地は馬見ヶ崎川による扇状地に開けていて、馬見ヶ崎川は「暴れ川」として知られていた。川の水量は下流に行くほど少なく、その多くは山形市街地の地下に浸透し伏流水となり、扇端部分では井戸水として豊富に湧き出している。
山形市東部の鈴川地区（旧鈴川村）の地名由来は、かつて村内を流れていた馬見ヶ崎川を伊勢神宮の五十鈴川になぞらえて選定されたものである。
川幅は広く水量は少ないため親水に適している。

## 馬見ヶ崎河川公園
馬見ヶ崎川の両岸の河原には馬見ヶ崎河川公園が整備されている。親水空間の他、万歳橋上流〜馬見ヶ崎橋上流にかけて馬見ヶ崎河川公園グラウンドが整備されている。園内は基本的に無料で利用できるが、馬見ヶ崎河川公園グラウンドの利用可能時期は5月〜11月までで事前に申請が必要。
グラウンドの他にもサイクリングコースが整備され、河原沿いの歩道は桜の並木が続く。秋には河原で芋煮会の鍋を囲む集団を多数見かけるほどの屈指の芋煮会スポットであり、日本一の芋煮会フェスティバルも馬見ヶ崎川の川原で行われる。

## 名称の由来
「山形の歴史」では平泉に向かう途中の源義経が山方（山形）入りした際に、夢の中に駿馬が出た事から「馬見の川」「馬見ヶ崎」の名が付けられたと伝わる。
また別な伝承では江戸時代初期、西側（現在の市街地中心部）にあった流れを治水工事により現在の流れに変更した当治水工事の陣頭指揮を受け持った鳥居忠政が、馬上から川を見渡したことに由来して、馬見ヶ崎の名がついたともいう。現在でも盃山近辺に削り取られた山肌を見ることができる。
他に、川岸の崖下の淵の部分をマミと言っていたので、そこからきたという説、洪水のときに白馬に乗った老人が通ったという故事からという説もある。
馬見ヶ崎川と呼ばれる以前は、村山高瀬川合流部より上流は小白川（こじらかわ）と呼ばれていた。現在でもこの地名が山形市内の馬見ヶ崎川沿岸に残る。
前述の通り、村山高瀬川の合流部から須川までは白川が正式名称であるが、地元では特に区別せずにこの部分を含めて馬見ヶ崎川と呼称することもある。なお、白川も市内の地名となっている。

## 不動沢水源林
蔵王連峰北方山嶺、馬見ヶ崎川と「不動沢」に広がる森林で蔵王国定公園の区域内にあり、「不動沢水源林」として水源の森百選に指定されている。
| 山岳         | 面積(ha) | 標高(m)    | 人工林(%) | 天然林(%) | 主な樹種                       | 制限林                               | 種類               | 流量(m3/日) |
| ------------ | -------- | ---------- | --------- | --------- | ------------------------------ | ------------------------------------ | ------------------ | ----------- |
| 蔵王連峰山嶺 | 410      | 400～1,200 | 56        | 44        | ブナ・スギ・ミズナラ・カラマツ | 水源かん養保安林、土砂流出防備保安林 | 流水（馬見ヶ崎川） | 6,632,000   |

山頂部に樹氷で有名な山形蔵王温泉スキー場があり、豊富な降雪の雪解け水や雨水の水源林として、山形市の上水道の2割の水源となっている。また、不動沢は古来より熊野岳の登山道として整備されてきた。
- 所在地：山形県山形市大字上宝沢字王地向（データは指定年1995年（平成7年）7月)

## 河川施設
- 蔵王ダム
- 東沢浄水場
- 松原浄水場
  - なお、山形市内で最大規模の見崎浄水場は馬見ヶ崎河畔に設置されているが、原水は最上川から取水している。

## 支流
上流より記載（支流および二次支流）
- 大塩沢川
- 小塩沢川
- 滑川
  - 相ノ沢川
  - 月夜沢川
  - 萱場沢川
- 内山川
  - 大沢川
- 村山高瀬川
  - 大門川
  - 菰石川
- 野呂川
  - 八竜川
  - 青野南沢川
- 定川
- 横前川

## 橋梁
上流より記載
- 棒原橋（国道286号）　ただし周辺の地名は「防原町」である。
- 唐松橋
- 東沢橋（山形自動車道山形蔵王IC）
- 下唐松橋
- 愛宕橋
- 山形大橋（国道13号）
- 馬見ヶ崎歩道橋
- 双月橋
- 馬見ヶ崎橋（山形県道19号山形山寺線）
- 二口橋
- 千歳橋（山形県道22号山形天童線）
- 奥羽本線（山形線、山形新幹線）
- 万歳橋（山形県道174号大野目内表線）
- 長町農道橋
- 見崎橋（山形県道274号中野長町線）
- 山形自動車道
- 天神橋（山形県道275号大森中野線）
- 諏訪橋（山形県道20号山形羽入線）
- 東北中央自動車道
- 白川橋

## ギャラリー
上流より掲載

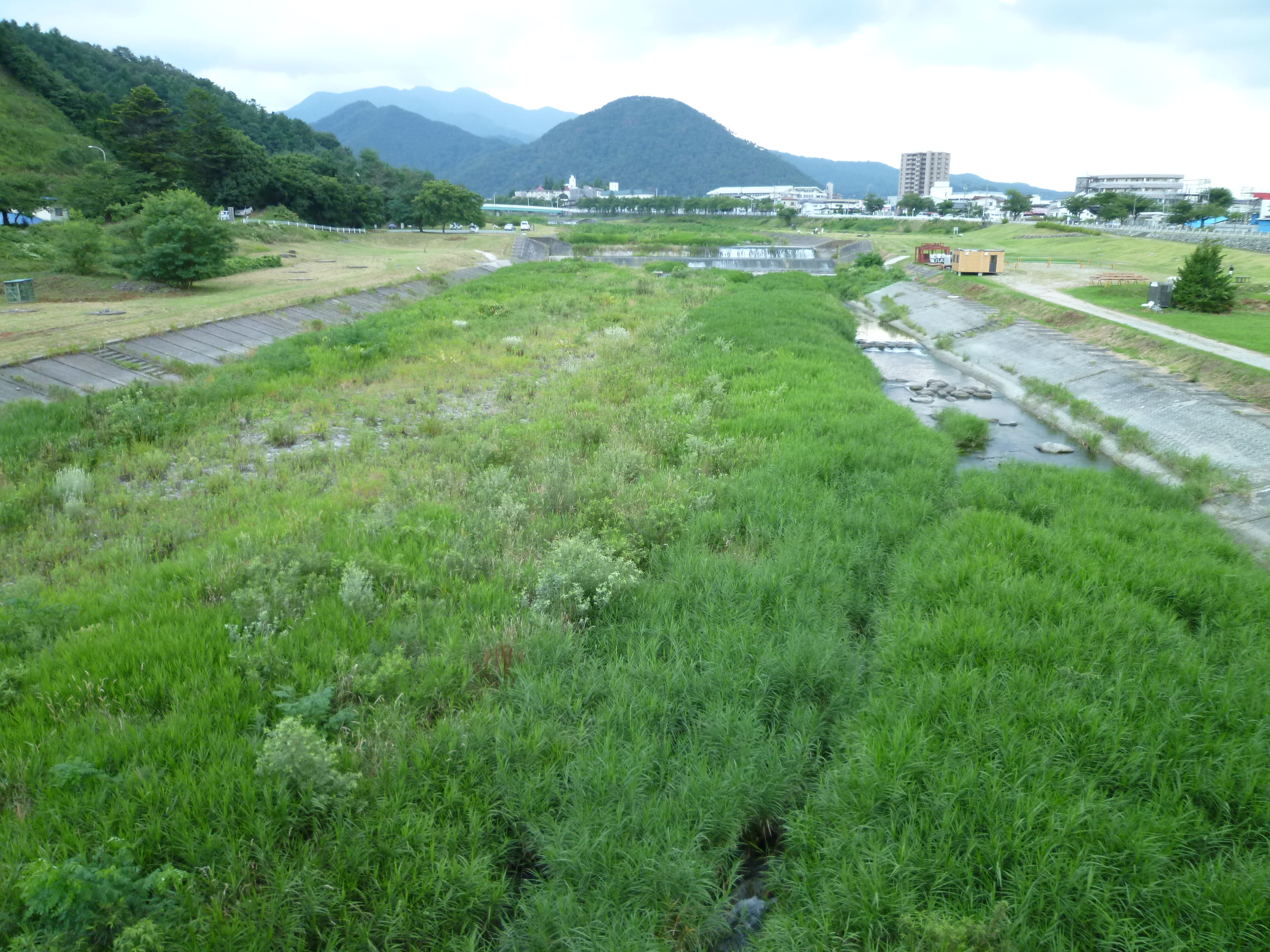
双月橋から上流方向
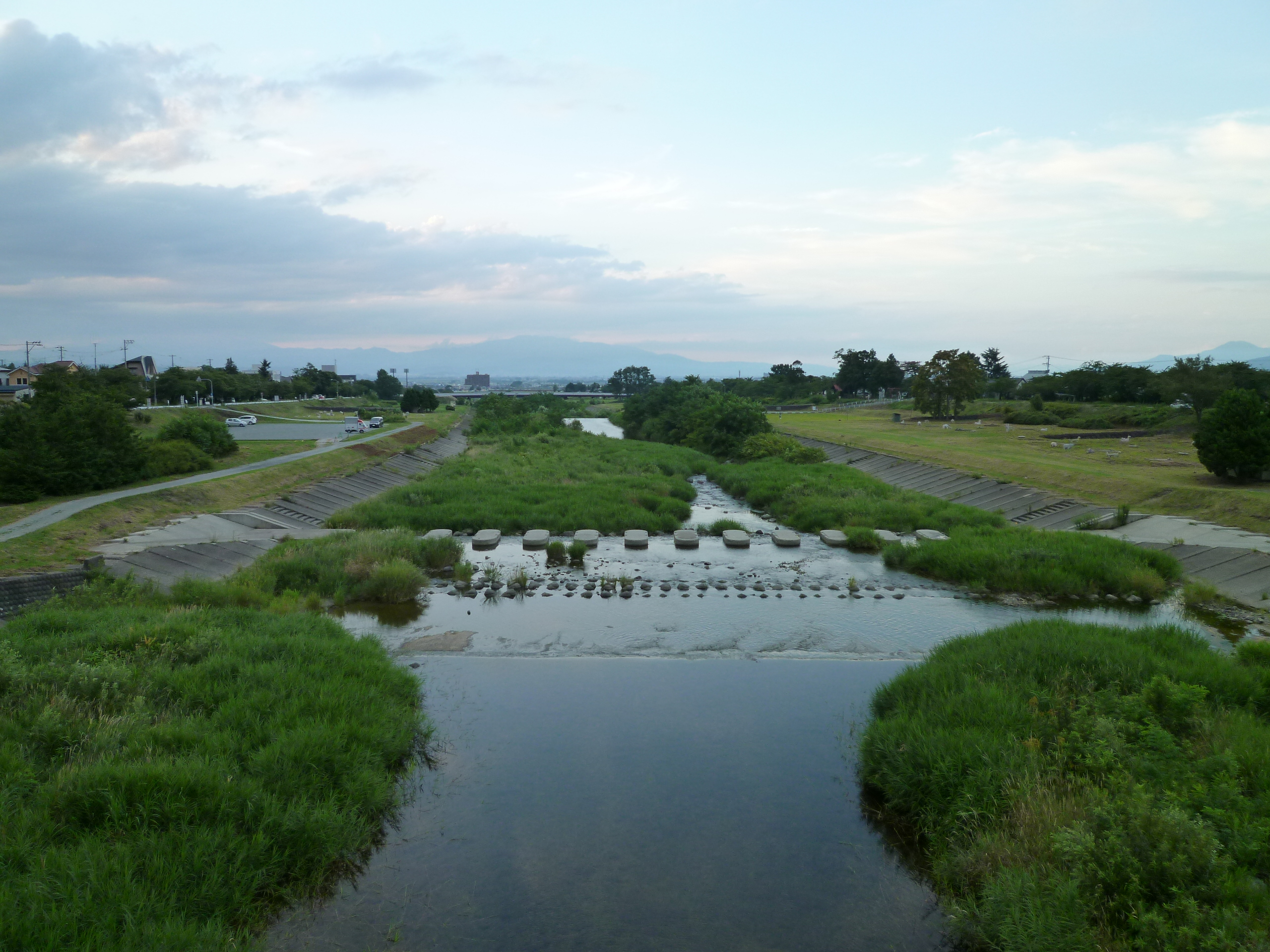
双月橋から下流方向
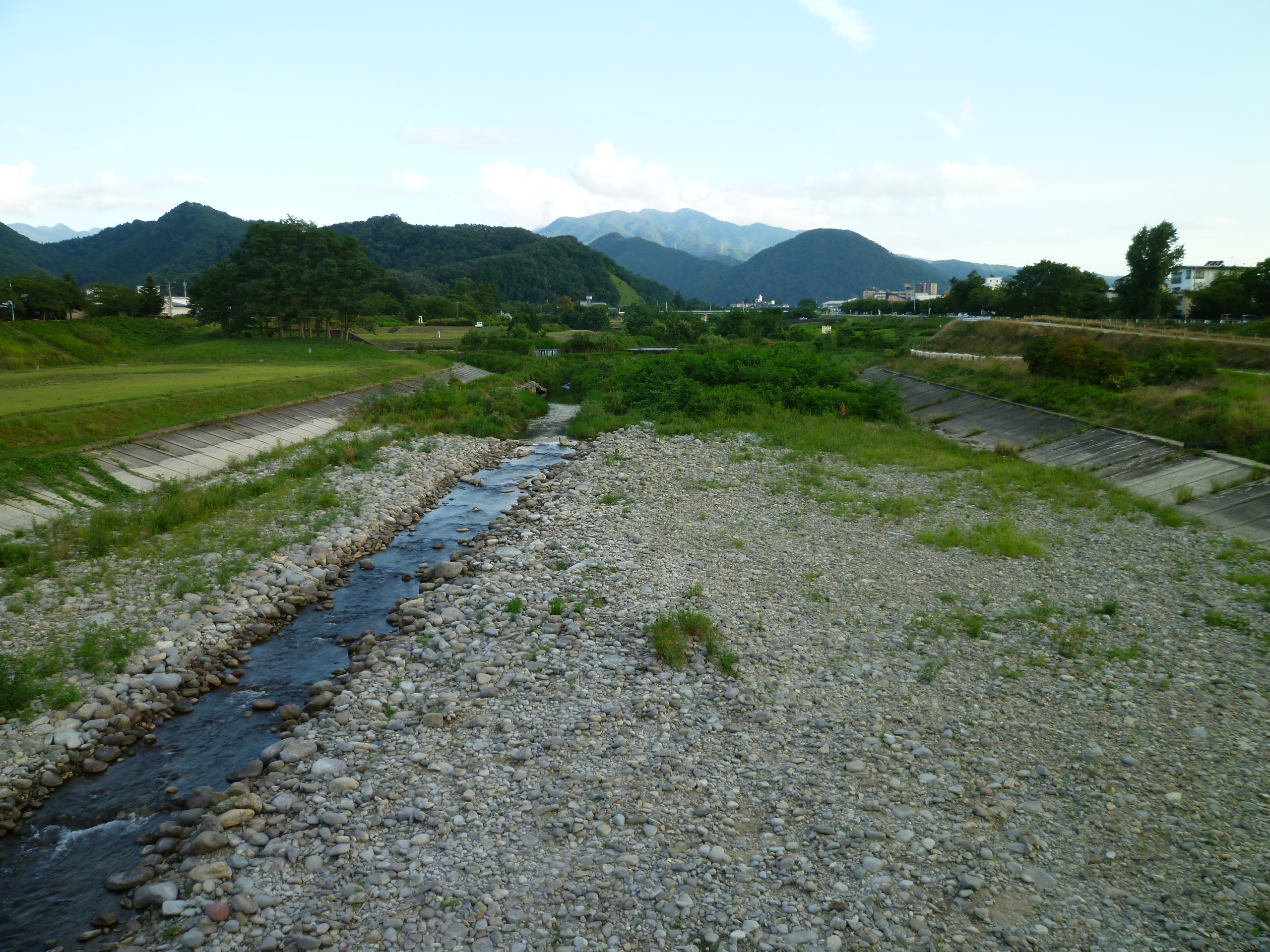
馬見ヶ崎橋から上流方向
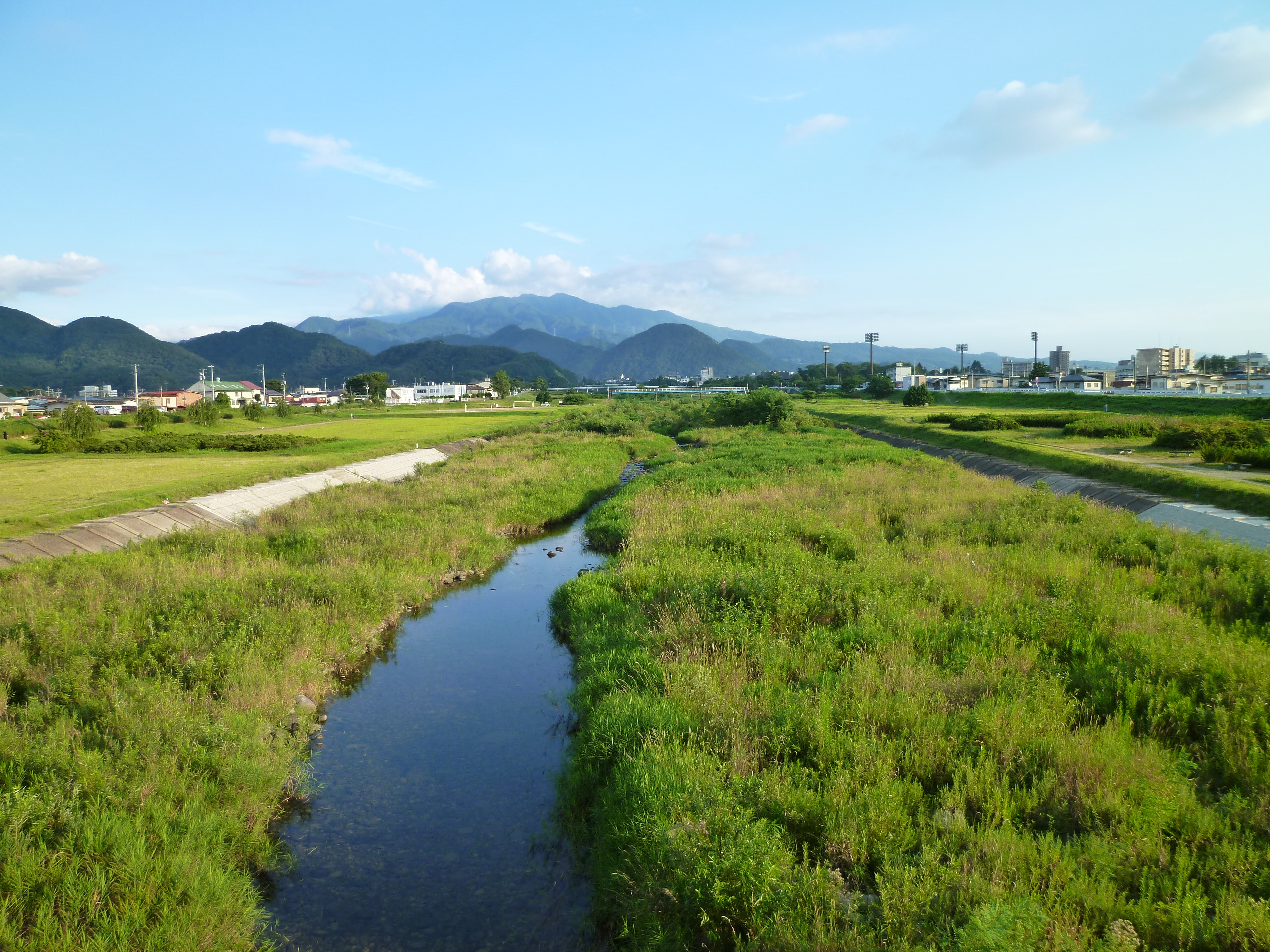
二口橋から上流方向
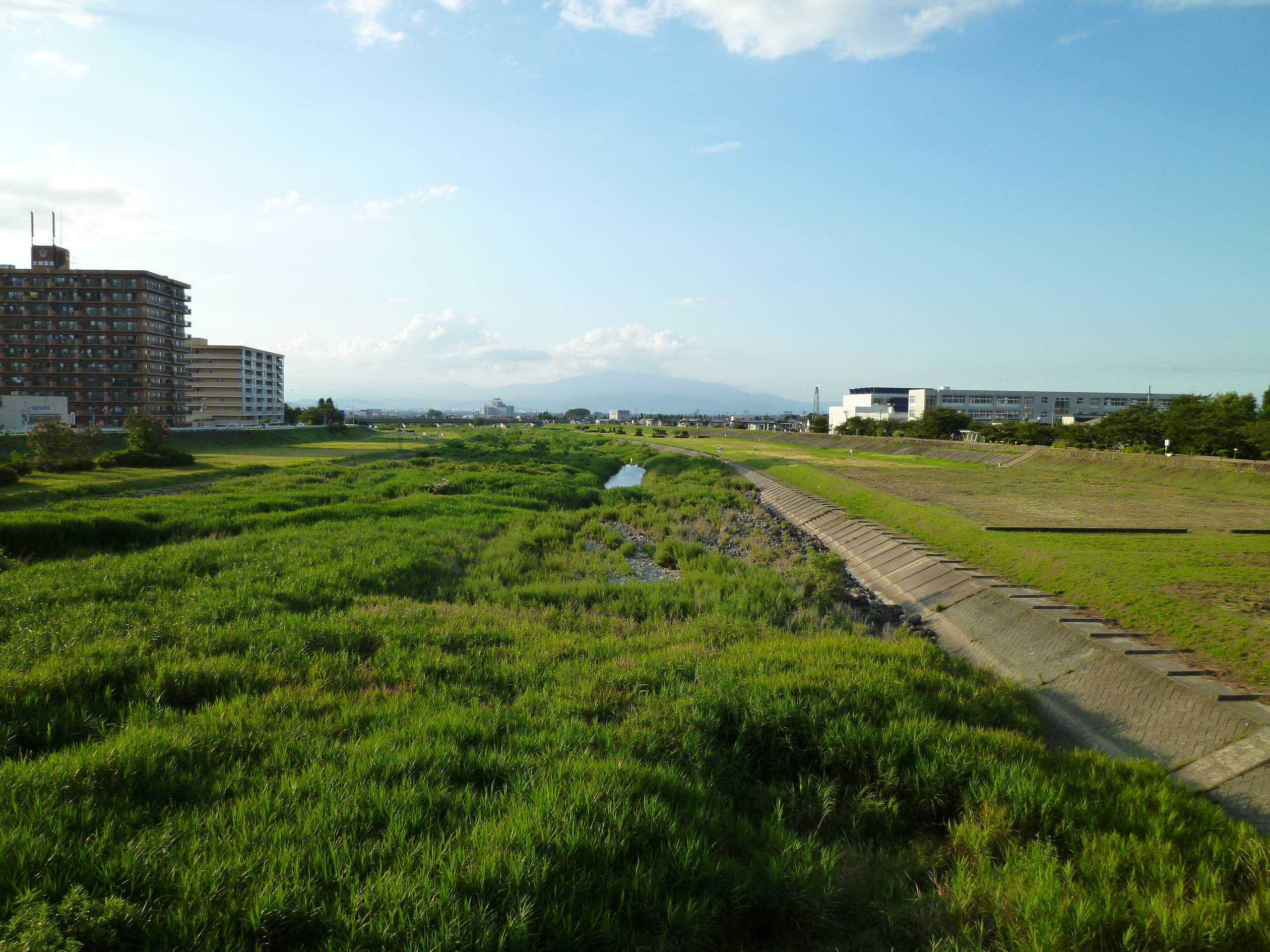
二口橋から下流方向
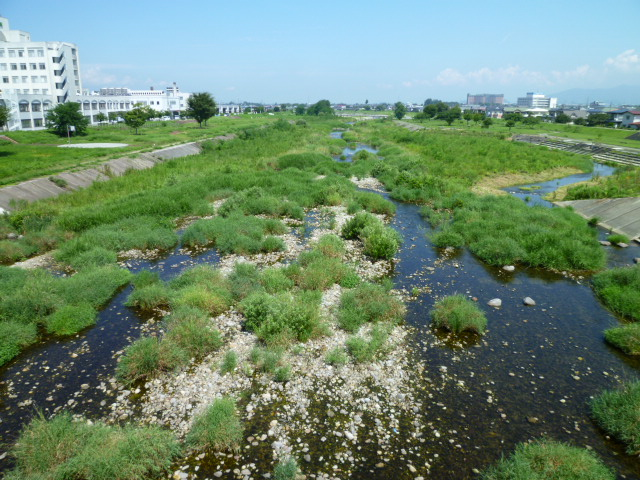
万歳橋から下流方向
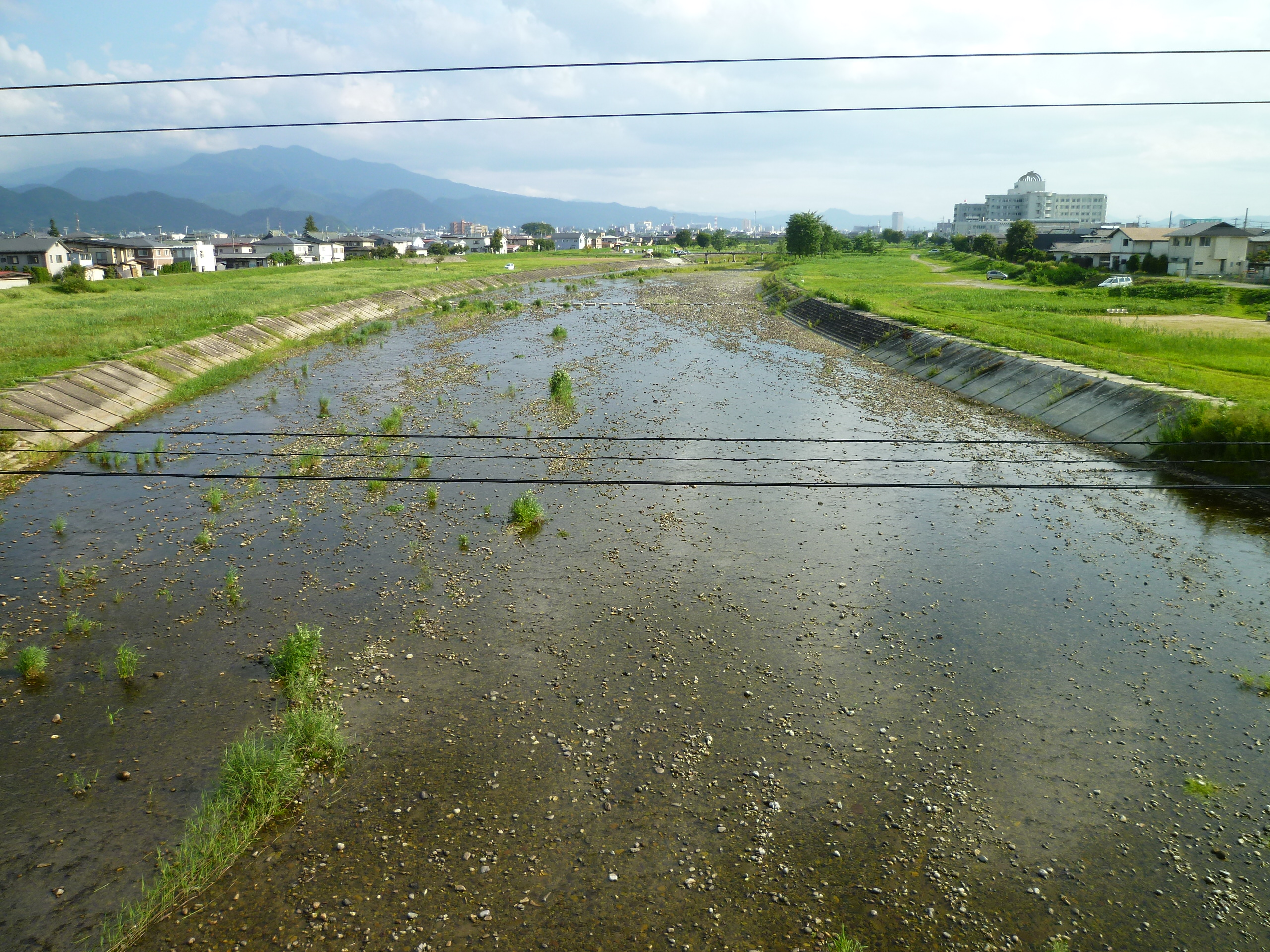
見崎橋から上流方向
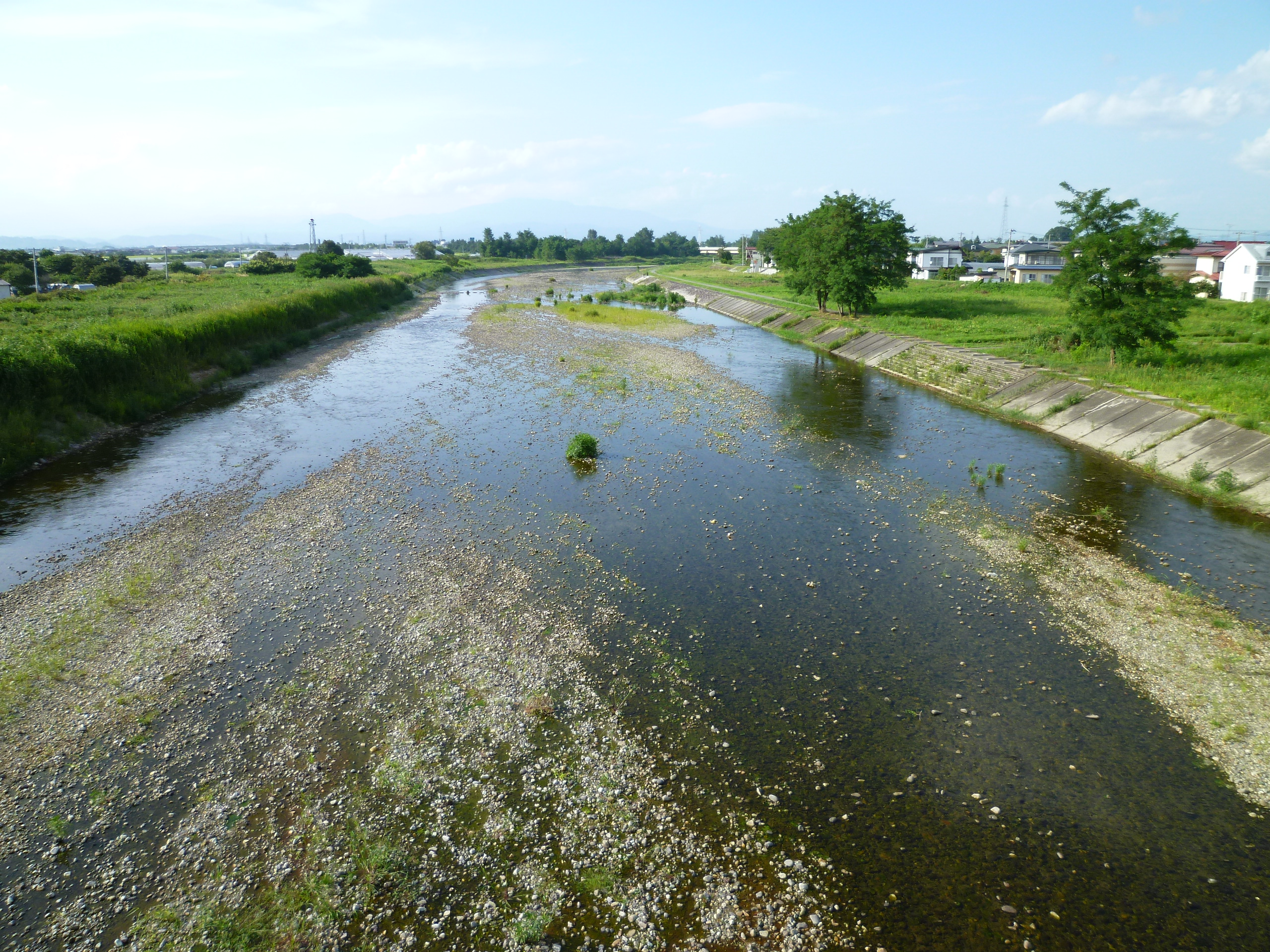
見崎橋から下流方向